# Протести на Куштау
Протести на Куштау (башк. Ҡуштауҙағи протестар) — конфлікт у Республіці Башкортостан навколо родовища на шихані Куштау. Відбувся 3 — 16 серпня 2020 року внаслідок невдоволення активістами діями офіційної влади, що віддають місцеві підприємства та землю особам, які не зацікавлені у розвитку регіону.
У результаті Голова Республіки Башкортостан Радій Хабіров дав обіцянку не розробляти Куштау, доки не буде знайдено компромісу. Зрештою у конфлікт втрутилася центральна влада. Відомства за дорученням Путіна перевірили приватизацію Башкирської содової компанії і 29 серпня голова Слідчого комітету Олександр Бастрикін доручив провести перевірку відчуження державного пакету акцій БСК.
Криза стала наслідком протистояння кількох сил: з одного боку — активісти Башкирської громадської організації «Башкорт» в особі Фаїля Алсинова, Рішата Абсалямова та їх прихильників. З іншого боку — АТ Башкирська содова компанія в особі чиновників Альберта Харісова, московського бізнесмена Дмитра П'яткіна, Олександра Фраймана, Сергія Чирікова, Віктора Іламова. А також офіційна влада в особі Глави Республіки Башкортостан — Радій Хабіров та центральна влада Путін та Бастрикін.
19 серпня 2023 року на Куштау пройшло свято на честь трирічної річниці протестів.

## Передісторія
Наприкінці 2018 року глави Республіки Башкортостан Радій Хабіров заявив, що розробка родовищ вапняку на Куштау буде компромісним варіантом для вирішення сировинної проблеми " Башкирської содової компанії (БСК) ", яка заявила про виснаження своїх наявних родовищ. Плани промислової розробки Куштау викликали протести місцевих жителів, які побоювалися погіршення екологічної ситуації, та активістів, які вважають шихани, зокрема Куштау, одним із символом Башкортостану.
З 25 по 28 березня 2019 року в Республіці Башкортостан відбулося виїзне засідання Ради з прав людини при Президентові РФ, на якому порушувалися питання збереження Куштау.
6 серпня 2019 року Рада з прав людини при Президентові РФ рекомендувала Мінприроди РФ розглянути можливість створення національного парку «Башкирські шихани», що включає шихани Куштау, Торатау та Юрактау;Башкирській содовій компанії знайти можливості відмовитися від планів промислової розробки Куштау та інших шиханів; Уряду Республіки Башкортостан надати Куштау статусу пам'ятника природи відповідно до Схеми територіального планування Республіки Башкортостан і включити шихан Куштау в межі проектованого геопарку Торатау.
У червні 2020 року «Сировинна компанія», дочірня компанія " Башкирська содова компанія " (БСК), уклала договір оренди лісової ділянки на горі Куштау для геологорозвідувальних робіт з Міністерством лісового господарства Башкирії.

## Хронологія
Події розпочалися 31 липня 2020 року, під час святкування мусульманського свята Курбан-байрам. Того дня активісти зібралися біля гори Куштау і дізналися про те, що БСК розпочала вирубку лісу на іншому схилі шихани.
Організатори Башкорту виступали за збереження природних ресурсів, здоровий спосіб життя та проти соціальної несправедливості. Екоактивісти висунули претензію офіційній владі через те, що місцеві підприємства та землю віддають «московським особам», не зацікавленим у розвитку регіону.
«На кар'єрах працюють приїжджі, а місцеве населення змушене їхати на заробітки до інших регіонів. Ну а ті, хто приїжджають до нас, підкуповують місцевих чиновників», — стверджував у листопаді 2018 року Алсинов
Крім того, гора Куштау в Башкортостані вважається сакральною. З нею пов'язані народний епос, багато легенд та переказів. Вона вважається важливим символом культурної спадщини башкирів.
Згідно з одним з міфів, чотири шихана є «ногами башкирського народу», і хоч одну з них вже знищили, на трьох він зможе встояти. Але якщо спилять другу ногу, трон не втримається, і башкирський народ «паде».
31 липня 2020 року активісти поставили кілька наметів біля підніжжя гори Куштау, і коли 4 серпня туди під'їхала техніка з лісорубами, екозахисники вийшли їм назустріч. Тоді, за словами активістів, вистачило простої розмови — співробітники БСК відступили.
5 серпня до шихана приїхали співробітники ПОК «Вершина», найняті содовою компанією, і поліція почала затримувати присутніх.
6 серпня захисників Куштау знову спробували розігнати. Під час зіткнень постраждали кілька людей. Затримані цього дня екоактивісти отримали 3-5 діб арешту.
Незабаром наметовий табір захисників гори Куштау почав зростати.
До 10 серпня налічувалося вже близько 15-18 наметів. У ніч проти 10 серпня 2020 на активістів було скоєно напад. За підрахунками голови «Башкорту» Фаїля Алсинова, їх було 250 осіб, а також 70 приватних силовиків.
Вранці інформація про напад на табір поширилася соцмережами, і підтримати наметовий табір приїхали близько п'ятисот осіб.
12 серпня до табору приїхали з СПЧ Башкортостану і повідомили, що всі питання вирішуватимуть мирно.
15 серпня активісти під керівництвом Фаїля Алсинова вирішили провести флешмоб-суботник. Але, як пізніше з'ясувалося, цього ж дня на шихані збираються провести акцію під гаслом «Дістали» співробітники БСК. У компанії заявили, що висловитись проти екопротесту і за створення робочих місць прийшли 3000 осіб. Тому цього дня суботника активістів було перенесено, щоб уникнути зіткнень із співробітниками БСК.
16 серпня в неділю до гори приїхали вже кілька тисяч активістів та Росгвардія. Під час протесту люди почали кричати «уштау, йшш!»! (рус. «Куштау, живи!»). Активісти знесли частину паркану, яким співробітники БСК обгородили шихану. Поліція не втручалася, невдовзі після знесення паркану на місце приїхав Радій Хабіров. Велику роль у врегулюванні конфлікту відіграв «єдінорос» Олександр Сідякін. Він закликав протестувальників розійтися, пообіцявши припинити роботи, доки сторони не прийдуть до компромісу. Люди погодилися піти, якщо БСК прибере з гори всю техніку та сміття — залишки повалених активістами огорож.
Зрештою, активістам вдалося відстояти гору Куштау від розробки її надр БСК.

## Вплив конфлікту на долю БСК
Коли ситуація набула широкого суспільного резонансу, в конфлікт втрутився Путін. Він доручив Генпрокуратурі розібратися із законністю угоди щодо зниження частки держави у БСК.
«У держави було 62 %, а раптово стало 38 %. І як наслідок — пріоритети роботи компанії різко змінилися. Прошу також прокуратуру провести перевірку законності правочину, внаслідок якого було втрачено контроль за цими активами з боку держави», — сказав президент.
Путін повідомив, що весь прибуток компанія в особі її керівника Дмитра П'яткіна викачує у свої офшори у Франції, Швейцарії та Кіпрі.
«Безконтрольне викачування грошей без жодних зобов'язань, пов'язаних з інвестиціями, це така сумна історія», — зазначив він.
Він доручив уряду в особі Мішустіна та владі Башкирії розібратися з виведенням грошей БСК в офшори.
Внаслідок конфлікту компанія БСК була націоналізована. Башкирія отримала в управління половину БСК. Частина акцій перейшла у власність республіки, частина довірче управління.
«Прошу уряд передати 38,3 відсотка акцій Башкирської содової компанії у власність Республіки Башкортостан — власне, це те, що й було у Башкирії. Але крім цього, ще 11,7 % плюс одна акція, як ми домовлялися, у тому числі й з керівництвом республіки, прошу передати довірче управління структурам, які перебувають під повним контролем уряду республіки. І це означає, що республіка зможе повноцінно керувати цією компанією», — сказав Путін.
На користь держави було витребовано 95,72 % акцій, а Дмитра П'яткіна та Сергія Чернікова виведено зі складу власників за економічне підґрунтя діяльності компанії, несплату податків та виведення коштів в офшори.

## Участь шоу-бізнесу у конфлікті
Під час проведення акції виступили артисти башкирської естради гурт «Каравансарай». Вони виконали пісню, в якій вихвалявся глава Башкортостану Радій Хабіров.
Підтримку захисникам шихана висловив репер Face, уродженець Уфи: в Instagram він виклав картинку з написом «Я / Ми за Куштау».
Також про шихани висловилися політики Євген Ройзман та Олексій Навальний. А головний редактор радіо «Ехо Москви» Олексій Венедиктов обіцяв з'їздити до Башкирії та поспілкуватися з активістами, головою республіки Радієм Хабіровим та представниками БСК. Також за збереження шихани виступили артисти Максим Галкін, Юрій Шевчук та інші.